# Élections régionales de 2021 à Marrakech-Safi

Carte de la région.

Les élections régionales à Marrakech-Safi se déroulent le 8 septembre 2021.

## Résultats

### Global
|                          | Parti authenticité et modernité (PAM)         | 273 957   | 24,25 | 19 | 6  |  |  |  |
|                          | Rassemblement national des indépendants (RNI) | 238 084   | 21,07 | 17 | 7  |  |  |  |
|                          | Parti de l'Istiqlal (PI)                      | 181 245   | 16,04 | 14 | 3  |  |  |  |
|                          | Union constitutionnelle (UC)                  | 94 739    | 8,39  | 7  | 4  |  |  |  |
|                          | Union socialiste des forces populaires (USFP) | 88 709    | 7,85  | 6  | 3  |  |  |  |
|                          | Parti du progrès et du socialisme (PPS)       | 79 239    | 7,01  | 5  | 3  |  |  |  |
|                          | Mouvement populaire (MP)                      | 70 157    | 6,21  | 6  | 1  |  |  |  |
|                          | Parti de la justice et du développement (PJD) | 34 079    | 3,02  | 1  | 15 |  |  |  |
|                          |                                               |           |       |    |    |  |  |  |
| Total                    | Total                                         | 1 129 792 | 100   |    |    |  |  |  |
| Abstentions              | Abstentions                                   | 827 575   | 42,28 |    |    |  |  |  |
| Inscrits / Participation | Inscrits / Participation                      | 1 957 367 | 57,72 |    |    |  |  |  |

### Par préfecture et province

#### Al Haouz
| Parti                    | Parti                                         | Suffrage | Suffrage | Sièges | Sièges |
| Parti                    | Parti                                         | #        | %        | #      | %      |
| ------------------------ | --------------------------------------------- | -------- | -------- | ------ | ------ |
|                          | Rassemblement national des indépendants (RNI) | 65 445   | 34,73    | 3      | 30,00  |
|                          | Parti de l'Istiqlal (PI)                      | 33 481   | 17,77    | 2      | 20,00  |
|                          | Parti authenticité et modernité (PAM)         | 29 560   | 15,68    | 2      | 20,00  |
|                          | Union constitutionnelle (UC)                  | 26 100   | 13,85    | 2      | 20,00  |
|                          | Parti du progrès et du socialisme (PPS)       | 20 138   | 10,69    | 1      | 10,00  |
|                          | Mouvement populaire (MP)                      | 7 408    | 3,93     |        |        |
|                          | Parti de la justice et du développement (PJD) | 4 264    | 2,26     |        |        |
|                          | Union socialiste des forces populaires (USFP) | 2 065    | 1,10     |        |        |
|                          |                                               |          |          |        |        |
| Total                    | Total                                         | 188 461  | 100,00   |        |        |
| Abstentions              | Abstentions                                   | 85 067   | 31,10    |        |        |
| Inscrits / Participation | Inscrits / Participation                      | 273 528  | 68,90    |        |        |

#### Chichaoua
| Parti                    | Parti                                         | Suffrage | Suffrage | Sièges | Sièges |
| Parti                    | Parti                                         | #        | %        | #      | %      |
| ------------------------ | --------------------------------------------- | -------- | -------- | ------ | ------ |
|                          | Parti authenticité et modernité (PAM)         | 52 525   | 37,95    | 3      | 37,50  |
|                          | Rassemblement national des indépendants (RNI) | 21 672   | 15,66    | 2      | 25,00  |
|                          | Mouvement populaire (MP)                      | 21 658   | 15,65    | 2      | 25,00  |
|                          | Parti de l'Istiqlal (PI)                      | 15 552   | 11,24    | 1      | 12,50  |
|                          | Union socialiste des forces populaires (USFP) | 11 061   | 7,99     |        |        |
|                          | Union constitutionnelle (UC)                  | 9 611    | 6,94     |        |        |
|                          | Parti de la justice et du développement (PJD) | 3 243    | 2,34     |        |        |
|                          | Parti du progrès et du socialisme (PPS)       | 2 544    | 1,84     |        |        |
|                          | Parti socialiste unifié (PSU)                 | 524      | 0,38     |        |        |
|                          |                                               |          |          |        |        |
| Total                    | Total                                         | 138 390  | 100,00   |        |        |
| Abstentions              | Abstentions                                   | 52 256   | 27,41    |        |        |
| Inscrits / Participation | Inscrits / Participation                      | 190 646  | 72,59    |        |        |

#### El Kelâa des Sraghna
| Parti                    | Parti                                         | Suffrage | Suffrage | Sièges | Sièges |
| Parti                    | Parti                                         | #        | %        | #      | %      |
| ------------------------ | --------------------------------------------- | -------- | -------- | ------ | ------ |
|                          | Rassemblement national des indépendants (RNI) | 31 519   | 20,80    | 2      | 20,00  |
|                          | Parti de l'Istiqlal (PI)                      | 23 683   | 15,63    | 2      | 20,00  |
|                          | Union socialiste des forces populaires (USFP) | 21 035   | 13,88    | 2      | 20,00  |
|                          | Parti authenticité et modernité (PAM)         | 21 015   | 13,87    | 2      | 20,00  |
|                          | Union constitutionnelle (UC)                  | 17 209   | 11,35    | 1      | 10,00  |
|                          | Parti du progrès et du socialisme (PPS)       | 15 336   | 10,12    | 1      | 10,00  |
|                          | Mouvement démocratique et social (MDS)        | 11 074   | 7,31     |        |        |
|                          | Parti de la justice et du développement (PJD) | 4 607    | 3,04     |        |        |
|                          | Mouvement populaire (MP)                      | 1 915    | 1,26     |        |        |
|                          | Alliance de la fédération de gauche (AGD)     | 1 749    | 1,15     |        |        |
|                          | Parti socialiste unifié (PSU)                 | 795      | 0,52     |        |        |
|                          | Parti de l'Espoir (PE)                        | 787      | 0,52     |        |        |
|                          | Parti marocain libéral (PML)                  | 455      | 0,30     |        |        |
|                          | Front des forces démocratiques (FFD)          | 383      | 0,25     |        |        |
|                          |                                               |          |          |        |        |
| Total                    | Total                                         | 151 562  | 100,00   |        |        |
| Abstentions              | Abstentions                                   | 86 893   | 36,44    |        |        |
| Inscrits / Participation | Inscrits / Participation                      | 238 455  | 63,56    |        |        |

#### Essaouira
| Parti                    | Parti                                               | Suffrage | Suffrage | Sièges | Sièges |
| Parti                    | Parti                                               | #        | %        | #      | %      |
| ------------------------ | --------------------------------------------------- | -------- | -------- | ------ | ------ |
|                          | Union socialiste des forces populaires (USFP)       | 33 808   | 23,64    | 3      | 33,33  |
|                          | Rassemblement national des indépendants (RNI)       | 31 564   | 22,07    | 2      | 22,22  |
|                          | Parti du progrès et du socialisme (PPS)             | 22 908   | 16,02    | 2      | 22,22  |
|                          | Parti de l'Istiqlal (PI)                            | 22 837   | 15,97    | 1      | 11,11  |
|                          | Parti authenticité et modernité (PAM)               | 20 168   | 14,10    | 1      | 11,11  |
|                          | Parti des Néo-Démocrates (PND)                      | 3 901    | 2,73     |        |        |
|                          | Parti de la justice et du développement (PJD)       | 1 612    | 1,13     |        |        |
|                          | Mouvement populaire (MP)                            | 1 161    | 0,81     |        |        |
|                          | Parti de la liberté et de la justice sociale (PLJS) | 994      | 0,69     |        |        |
|                          | Union constitutionnelle (UC)                        | 964      | 0,67     |        |        |
|                          | Alliance de la fédération de gauche (AGD)           | 812      | 0,57     |        |        |
|                          | Parti de l'Espoir (PE)                              | 562      | 0,39     |        |        |
|                          | Parti marocain libéral (PML)                        | 545      | 0,38     |        |        |
|                          | Parti de l'unité et de la démocratie (PUD)          | 442      | 0,31     |        |        |
|                          | Front des forces démocratiques (FFD)                | 402      | 0,28     |        |        |
|                          | Parti du centre social (PCS)                        | 347      | 0,24     |        |        |
|                          |                                                     |          |          |        |        |
| Total                    | Total                                               | 143 027  | 100,00   |        |        |
| Abstentions              | Abstentions                                         | 72 733   | 33,71    |        |        |
| Inscrits / Participation | Inscrits / Participation                            | 215 760  | 66,29    |        |        |

#### Marrakech
| Parti                    | Parti                                                       | Suffrage | Suffrage | Sièges | Sièges |
| Parti                    | Parti                                                       | #        | %        | #      | %      |
| ------------------------ | ----------------------------------------------------------- | -------- | -------- | ------ | ------ |
|                          | Parti authenticité et modernité (PAM)                       | 65 035   | 31,27    | 5      | 35,71  |
|                          | Rassemblement national des indépendants (RNI)               | 42 688   | 20,53    | 3      | 21,43  |
|                          | Parti de l'Istiqlal (PI)                                    | 33 858   | 16,28    | 2      | 14,29  |
|                          | Union constitutionnelle (UC)                                | 13 765   | 6,62     | 2      | 14,29  |
|                          | Mouvement populaire (MP)                                    | 13 183   | 6,34     | 1      | 7,14   |
|                          | Parti de la justice et du développement (PJD)               | 12 466   | 6,01     | 1      | 7,14   |
|                          | Union socialiste des forces populaires (USFP)               | 7 550    | 3,63     |        |        |
|                          | Parti du progrès et du socialisme (PPS)                     | 3 818    | 1,84     |        |        |
|                          | Mouvement démocratique et social (MDS)                      | 3 316    | 1,59     |        |        |
|                          | Front des forces démocratiques (FFD)                        | 2 937    | 1,41     |        |        |
|                          | Parti socialiste unifié (PSU)                               | 2 145    | 1,03     |        |        |
|                          | Parti de l'environnement et du développement durable (PEDD) | 1 307    | 0,63     |        |        |
|                          | Parti marocain libéral (PML)                                | 1 302    | 0,63     |        |        |
|                          | Parti des Néo-Démocrates (PND)                              | 1 255    | 0,60     |        |        |
|                          | Alliance de la fédération de gauche (AGD)                   | 1 061    | 0,51     |        |        |
|                          | Parti de l'unité et de la démocratie (PUD)                  | 1 053    | 0,51     |        |        |
|                          | Parti démocratique de l'indépendance (PDI)                  | 839      | 0,40     |        |        |
|                          | Parti de la réforme et du développement (PRD)               | 340      | 0,15     |        |        |
|                          |                                                             |          |          |        |        |
| Total                    | Total                                                       | 207 948  | 100,00   |        |        |
| Abstentions              | Abstentions                                                 | 161 147  | 56,34    |        |        |
| Inscrits / Participation | Inscrits / Participation                                    | 369 095  | 43,66    |        |        |

#### Rehamna
| Parti                    | Parti                                         | Suffrage | Suffrage | Sièges | Sièges |
| Parti                    | Parti                                         | #        | %        | #      | %      |
| ------------------------ | --------------------------------------------- | -------- | -------- | ------ | ------ |
|                          | Parti authenticité et modernité (PAM)         | 30 977   | 35,19    | 2      | 28,57  |
|                          | Rassemblement national des indépendants (RNI) | 27 354   | 31,07    | 2      | 28,57  |
|                          | Parti de l'Istiqlal (PI)                      | 12 933   | 14,69    | 2      | 28,57  |
|                          | Union constitutionnelle (UC)                  | 8 263    | 9,39     | 1      | 14,29  |
|                          | Parti du progrès et du socialisme (PPS)       | 2 505    | 2,85     |        |        |
|                          | Alliance de la fédération de gauche (AGD)     | 2 164    | 2,46     |        |        |
|                          | Parti de la justice et du développement (PJD) | 1 637    | 1,86     |        |        |
|                          | Parti de l'équité (PRE)                       | 630      | 0,72     |        |        |
|                          | Parti socialiste unifié (PSU)                 | 565      | 0,64     |        |        |
|                          | Union socialiste des forces populaires (USFP) | 543      | 0,62     |        |        |
|                          | Parti des Néo-Démocrates (PND)                | 239      | 0,27     |        |        |
|                          | Front des forces démocratiques (FFD)          | 222      | 0,25     |        |        |
|                          |                                               |          |          |        |        |
| Total                    | Total                                         | 88 032   | 100,00   |        |        |
| Abstentions              | Abstentions                                   | 48 494   | 35,52    |        |        |
| Inscrits / Participation | Inscrits / Participation                      | 136 526  | 64,48    |        |        |

#### Safi
| Parti                    | Parti                                               | Suffrage | Suffrage | Sièges | Sièges |
| Parti                    | Parti                                               | #        | %        | #      | %      |
| ------------------------ | --------------------------------------------------- | -------- | -------- | ------ | ------ |
|                          | Parti authenticité et modernité (PAM)               | 34 295   | 21,83    | 2      | 18,18  |
|                          | Parti de l'Istiqlal (PI)                            | 22 294   | 14,19    | 2      | 18,18  |
|                          | Mouvement populaire (MP)                            | 18 453   | 11,75    | 2      | 18,18  |
|                          | Rassemblement national des indépendants (RNI)       | 17 842   | 11,36    | 2      | 18,18  |
|                          | Mouvement démocratique et social (MDS)              | 15 200   | 9,68     | 1      | 9,09   |
|                          | Union constitutionnelle (UC)                        | 13 557   | 8,63     | 1      | 9,09   |
|                          | Parti du progrès et du socialisme (PPS)             | 11 360   | 7,23     | 1      | 9,09   |
|                          | Union socialiste des forces populaires (USFP)       | 11 266   | 7,17     |        |        |
|                          | Parti de la justice et du développement (PJD)       | 4 872    | 3,10     |        |        |
|                          | Front des forces démocratiques (FFD)                | 1 421    | 0,90     |        |        |
|                          | Parti de l'Espoir (PE)                              | 1 216    | 0,77     |        |        |
|                          | Alliance de la fédération de gauche (AGD)           | 927      | 0,59     |        |        |
|                          | Union marocaine pour la démocratie (UMD)            | 913      | 0,58     |        |        |
|                          | Parti marocain libéral (PML)                        | 870      | 0,55     |        |        |
|                          | Parti des Néo-Démocrates (PND)                      | 680      | 0,43     |        |        |
|                          | Parti socialiste unifié (PSU)                       | 570      | 0,36     |        |        |
|                          | Parti de la liberté et de la justice sociale (PLJS) | 536      | 0,34     |        |        |
|                          | Parti de l'unité et de la démocratie (PUD)          | 529      | 0,34     |        |        |
|                          | Parti de la renaissance (PAN)                       | 285      | 0,18     |        |        |
|                          |                                                     |          |          |        |        |
| Total                    | Total                                               | 157 086  | 100,00   |        |        |
| Abstentions              | Abstentions                                         | 166 136  | 51,40    |        |        |
| Inscrits / Participation | Inscrits / Participation                            | 323 222  | 48,60    |        |        |

#### Youssoufia
| Parti                    | Parti                                                       | Suffrage | Suffrage | Sièges | Sièges |
| Parti                    | Parti                                                       | #        | %        | #      | %      |
| ------------------------ | ----------------------------------------------------------- | -------- | -------- | ------ | ------ |
|                          | Parti authenticité et modernité (PAM)                       | 20 382   | 29,33    | 2      | 33,33  |
|                          | Parti de l'Istiqlal (PI)                                    | 16 607   | 23,90    | 2      | 33,33  |
|                          | Rassemblement national des indépendants (RNI)               | 14 210   | 20,45    | 1      | 16,67  |
|                          | Mouvement populaire (MP)                                    | 6 379    | 9,18     | 1      | 16,67  |
|                          | Union constitutionnelle (UC)                                | 5 270    | 7,58     |        |        |
|                          | Union socialiste des forces populaires (USFP)               | 1 381    | 1,99     |        |        |
|                          | Parti de la justice et du développement (PJD)               | 1 348    | 1,94     |        |        |
|                          | Parti de l'environnement et du développement durable (PEDD) | 670      | 0,96     |        |        |
|                          | Parti de l'équité (PRE)                                     | 654      | 0,94     |        |        |
|                          | Parti du progrès et du socialisme (PPS)                     | 630      | 0,91     |        |        |
|                          | Mouvement démocratique et social (MDS)                      | 572      | 0,82     |        |        |
|                          | Front des forces démocratiques (FFD)                        | 446      | 0,64     |        |        |
|                          | Parti des Néo-Démocrates (PND)                              | 442      | 0,64     |        |        |
|                          | Alliance de la fédération de gauche (AGD)                   | 313      | 0,45     |        |        |
|                          | Parti marocain libéral (PML)                                | 192      | 0,28     |        |        |
|                          |                                                             |          |          |        |        |
| Total                    | Total                                                       | 69 496   | 100,00   |        |        |
| Abstentions              | Abstentions                                                 | 45 335   | 39,48    |        |        |
| Inscrits / Participation | Inscrits / Participation                                    | 114 831  | 60,52    |        |        |

### Répartition des sièges
| Parti | Parti | Safi | Al Haouz | Rehamna | Essaouira | Youssoufia | Chichaoua | El Kelâa des Sraghna | Marrakech | Total |
| ----- | ----- | ---- | -------- | ------- | --------- | ---------- | --------- | -------------------- | --------- | ----- |
|       | PAM   | 2    | 2        | 2       | 1         | 2          | 3         | 2                    | 5         | 19    |
|       | RNI   | 2    | 3        | 2       | 2         | 1          | 2         | 2                    | 3         | 17    |
|       | PI    | 2    | 2        | 2       | 1         | 2          | 1         | 2                    | 2         | 14    |
|       | UC    | 1    | 2        | 1       |           |            |           | 1                    | 2         | 7     |
|       | MP    | 2    |          |         |           | 1          | 2         |                      | 1         | 6     |
|       | USFP  | 1    |          |         | 3         |            |           | 2                    |           | 6     |
|       | PPS   | 1    | 1        |         | 2         |            |           | 1                    |           | 5     |
|       | PJD   |      |          |         |           |            |           | 1                    |           | 1     |